# Mas de les Monges
El Mas de les Monges és una masia del terme de Reus a la comarca catalana del Baix Camp.
Situada a la partida de Porpres, era una masia d'una certa importància, i ara hi ha instal·lada una explotació agropecuària. La trobem a la dreta del barranc de Pedret i també del de l'Escorial, ja que al seu costat es reuneixen tots dos per formar el barranc de Mascalbó. És a tocar del Mas de Giró i sota el Mas de Valls. El camí del Mas de les Monges hi porta. Les seves terres limiten amb el club de golf que s'ha fet a Aigüesverds.
Les monges a les que es refereix el nom eren les Filles de la Caritat, instal·lades a l'hospital de Reus. N'eren propietàries almenys des del 1799. Josep Olesti parla de Jerònima Clavaria Alba, nascuda a Reus l'any 1629,  que quan va quedar viuda de Josep Sullivan i sense fills, va fer testament en favor de les Filles de la Caritat, amb la condició de que s'instal·lessin a Reus. Va llegar també el mas de Porpres (mas de les Monges) a la congregació per fundar allà un asil per a nens malalts i pobres.

## Descripció
El mas és una construcció gran, de planta rectangular i volum senzill, amb tres plantes d'alçada i coberta amb teulada a dues aigües, amagada per una barana d'obra. A l'esquerra del mas, s'hi afegeix un volum de dues plantes, amb terrat que és accessible des la planta tercera del cos principal. La façana principal del mas té un eix de simetria central que passa per una finestra i deixa la resta d'obertures a banda i banda. Als costats del mas hi ha més annexos d'una i dues plantes, que mostren un creixement compacte, per donar resposta a les necessitats de diferents funcions i èpoques.